# Comuna Valievka, Krasnodon
Valievka (în ucraineană Валієвка) este o comună în raionul Krasnodon, regiunea Luhansk, Ucraina, formată din satele Komisarivka, Ternove, Valievka (reședința), Vîdno-Sofiivka și Vîșnevîi Dil.

## Demografie
Componența lingvistică a comunei Valievka
     Rusă (76,87%)
     Ucraineană (22,89%)
Conform recensământului din 2001, majoritatea populației comunei Valievka era vorbitoare de rusă (76,87%), existând în minoritate și vorbitori de ucraineană (22,89%).